# АППА-4
АППА-4 (аббр. от Автомобиль Перевозки Пассажиров в Аэропорту, или Автопоезд Пассажирский Перронный Аэродромный модель № 4) — специализированное транспортное средство, разработанное в СССР для перевозки пассажиров между аэровокзалом и самолётом на территории аэропорта. Использовалось в гражданской авиации преимущественно в 1970–1980-х годах. Во многих статьях переписывается неправильная расшифровка «перронный автомобиль», что не соответствует заводской документации изготовителя. Разработан на Рижском заводе № 85 гражданской авиации в начале 1970-х годов. Представляет собой пассажирский полуприцеп с седельным тягачом ЗИЛ-130В1 (позже — ЗИЛ-441410). Серийное производство организовано в 1973 году. АППА-4 предназначен для перевозки пассажиров от аэровокзала к трапу самолёта и обратно. Рассчитан на эксплуатацию в аэропортах с твёрдым покрытием. Пассажирский полуприцеп низкопольный (уровень пола 350 мм), имеет вагонную компоновку. Для посадки пассажиров имеются 4 ширмовые двери (по 2 с каждой стороны) шириной 1400 мм. Производство АППА-4 продолжалось до 1995 года. На данный момент завода не существует.

## Назначение
Основная задача АППА-4 — обеспечение кратковременной перевозки пассажиров в периметре аэродрома: от здания аэровокзала к самолётам, стоящим на перроне, и обратно. Транспорт предназначался для массовой посадки и высадки пассажиров в условиях, когда использование рукавов или телетрапов было невозможно или отсутствовало.

## Конструкция
АППА-4 имел кузов автобусного типа с увеличенной вместимостью и шириной дверных проёмов для быстрой загрузки и выгрузки. Конструкция учитывала особенности аэродромной эксплуатации:
- сниженная максимальная скорость и мощность двигателя (транспорт не выходил за периметр ВПП),
- широкие двери с обеих сторон, позволяющие доступ с любой стороны перрона,
- прочный кузов с возможностью быстрой очистки,
- высокий потолок и увеличенное количество поручней,
- отсутствие надписей и номеров, кроме инвентарных.

Кузов напоминал утилитарный автобус без городской маркировки, но с промышленной покраской в серый, светло-бежевый или светло-голубой цвет.

## Технические характеристики (по заводской документации)[3]
| Высота салона, мм  | 2150 |
| Высота пола, мм    | 350  |
| Радиус поворота, м | 12,1 |
| Длина, м           | 10   |
| Ширина, м          | 3    |
| Вместимость, чел   | 70   |

- Тип: автобус аэродромного типа
- Двигатель: дизельный (ЗИЛ или ЯМЗ, в зависимости от модификации)
- Максимальная скорость: ~40 км/ч
- Привод: задний
- Шасси: на базе производственного грузовика (часто — ЗИЛ)
- Производитель: возможно, авиационный техотдел или специальный цех в рамках системы Минтранса СССР

## История
Наименование АППА-4 встречается в ведомственных документах и на схемах аэродромной логистики в СССР. Судя по индексу, это четвёртая модификация в серии, предназначенной исключительно для нужд аэропортов. Предыдущие модели могли носить аналогичные обозначения (АППА-1, АППА-2), однако систематических данных об их конструкции и отличиях немного.
Подобные машины чаще всего не выпускались серийно в массовом понимании: они собирались малыми партиями под заказ, в том числе путём модификации уже существующих шасси.
В постсоветский период термин АППА почти исчез из официальной документации, уступив место коммерческим моделям аэродромных автобусов, например Cobus и Neoplan.

## Применение
АППА-4 использовался в крупных советских аэропортах, включая:
- Шереметьево
- Домодедово
- Пулково
- Борисполь
- Минск-1 и Минск-2
- Алма-Ата

Эксплуатация продолжалась вплоть до конца 1990-х годов, в ряде случаев — до износа подвижного состава.

## Культурный след
АППА-4 визуально ассоциируется с эпохой позднесоветских аэропортов. Пассажиры запоминали его по низкой посадке, открытым дверям по обеим сторонам и звуку дизельного двигателя. Иногда машина изображается в кинохронике и советских фильмах о гражданской авиации.